# Оглушення приголосних звуків
Оглу́шення при́голосних зву́ків, асиміляція регресивна за глухістю — заміна дзвінкого шумного приголосного парним глухим.
Староукраїнські пам'ятки відбивають це явище, починаючи з 14 ст. (росказати, росправи, прутко, світки). Втрата дзвінкості як однієї з диференційних ознак української фонетичної системи є наслідком накладання артикуляції в групах приголосних. Оглушення приголосних — це втрата голосності у гомоорганних приголосних, які утворюють пари за ознакою дзвінкості/глухості: д—т, з—с, б—п, ж-ш, г—х(к), дз—ц, дж—ч.
При оглушенні приголосних розрізняють два види змін:
- модифікацію (видозміну) звуків у мовному потоці;
- чергування фонем.

Модифікація пов'язана з частковими змінами фонем, коли звук не змінює своєї належності до певної фонеми, але набуває іншого відтінку (чергування алофонів). Оглушення при цьому може мати ж комбінаторний (перемогти [хт], підшити [тш]), так і позиційний характер (без тебе[ст], під коморою [тк]). Якщо оглушення відбувається внаслідок впливу на дзвінкий приголосний наступного глухого — це називається регресивною асиміляцією. Варіативною формою є вимова з неповним оглушенням звука [г] у кінці слова або в позиції між голосними: борг [борг], чого [чого]. Чергування звуків відбувається внаслідок асиміляції приголосних за місцем і способом творення: принісши [шш], зжитися [жж], безшумно [шш].
В українській мові спостерігається заміна:
- префікса (або прийменника) з перед [к], [п], [ф], [х], що передається на письмі с- (напр. спитати, стиха, сфотографувати;
- частково у вимові кінцевого [з] у префіксах (або прийменниках) роз-, без-. Напр.: [росписка], [беизсла'ўно];
- приголосного [г] перед [к], [т] у словах [к і' х т і], [ле'хко] і похідних, від них утворенех.

Оглушення приголосних закономірне в усній мові. Українська орфографія фіксує його в написанні ряду слів (ліщина, піщаний, дощаний, натхненний) та префікса з- (спалахнути, схил). Оглушення є нормативним у словах нігті, кігті, легко, вогко, дьогтю і в їхніх похідних, а також у префіксі (й прийменнику) з-перед глухими приголосними: зсув [с: уу], зчеп [шчеп]. Паралельні форми (тобто з оглушенням і без нього) є нормативними для префіксів роз-і без-: розквіт [розквіт], [роскв'іт]. Нехарактерне оглушення для звукосполучень з трьох і чотирьох приголосних (відстрілювати, розстріл, підставка). Воно може залежати від темпу і стилю вимови.
Для української літературної вимови не є властивим оглушення приголосних у кінці слова (дуб, листопад). У говорах української мови південно-західного наріччя зазнають асиміляції у позиції перед глухими кореневі дзвінкі приголосні (блиско — літ. близько, нішка — літ. ніжка). Явище властиве російській, білоруській, польській, німецькій, туркменській та іншим мовам, а також у деяких західноукраїнських говірках.
Протилежний цьому фонетичний процес — одзвінчення приголосних звуків.